# Multi Point Injection
Motor Multi Point Injection (MPI) je zážehový motor, kde je palivo vstřikováno do sacího potrubí vícebodově, těsně před jednotlivé sací ventily. Proti jednobodovému vstřiku má pozitivní vliv na průběh kroutícího momentu motoru.
U koncernu VW se tyto motory používaly ve vozech Škoda Felicia  1.3 MPI 50kW (68 koní) a 1.3 MPI 40kW (54 koní), který měl oproti slabší 1,3 BMM (jednobodový vstřik Bosch Mono Motronic) zvýšený výkon a spotřebu paliva zvýšenou o cca 0,3 l na 100 km, a nejsilnější v benzínové verzi 1,6 MPI 55kW (75 koní). Stejný typ vstřikování, jen s modernější elektronikou, byl použit u Škody Fabia u motorů 1.0 MPI (37kW), 1.4 MPI (44 a 50kW), 2.0 MPI (85kW), U Škody Octavia se používala 2.0 MPI (85 kW), 1.6 MPI (55 kW a nově se silnější verzí 75 kW).